# Yoshitoki Kuninobu
Yoshitoki Kuninobu (国信 慶時, Kuninobu Yoshitoki)  es un personaje ficticio perteneciente a la franquicia de Battle Royale, originalmente una novela que también cuenta con una adaptación a serie de manga y cine. En la película el papel de Yoshitoki Kuninobu fue interpretado por Yukihiro Kotani. En algunas ocasiones a Kuninobu lo llaman Yoshi, Mr. Nobu o Nobu.

## Antes del juego
Yoshitoki Kuninobu es uno de los estudiantes de la clase de tercer año del instituto Shiroiwa de la ciudad ficticia de Shiroiwa (en la prefectura de Kagawa en la película y el manga mientras que en la película es en la prefectura de Kanagawa).
Kuninobu es el mejor amigo de Shuya Nanahara desde la infancia. Convivieron desde pequeños en "La Casa de la Caridad", un orfanato católico dirigido por Ryoko Anno, una amable monja. Kuninobu tuvo que crecer solo porque era un hijo ilegítimo y ninguno de los padres quería hacerse cargo de él.
Tanto en la película y la novela, Kuninobu está enamorado de Noriko Nakagawa, siendo por este motivo que Nanahara, en memoria de su amigo, la protege durante todo el juego. En el manga, sin embargo, Nanahara se da cuenta de que aunque Kuninobu creía estar enamorado de Noriko, en verdad podría estar enamorado de la hermana Ryoko Anno. Como su madre lo abandonó cuando era un niño pequeño, Nanahara dice que si puede tener sentido que Kuninobu estuviera enamorado ya la hermana Ryoko es "una mujer que nunca lo abandonaría". 
En la novela y el manga, es muy protector con la hermana Ryoko y sólo pensar que alguien pudiera hacerla daño hace que el carácter pacífico de Kuninobu cambie radicalmente. En una ocasión, se enfurece mucho cuando un coche atropella delante de ellos al perro, Eddie, que Nanahara y él tenían en "La Casa de la Caridad". Después, persiguió al coche que había atropellado a Eddie. En otra ocasión, cuando Nanahara y Kuninobu estaban en 8.º grado, un hombre utilizó de excusa las deudas que tenía el orfanato para insinuarse a la hermana Ryoko. La hermana Ryoko, al final, paga las deudas y el hombre la insulta delante de los niños de manera vejatoria. Esto hace que Nanahara tenga que sujetar a Kuninobu ya que este se iba a abalanzar contra el hombre.
Nanahara y Kuninobu vivieron muchas aventuras juntos. En una ocasión, los dos niños estaban jugando en el río y Kuninobu cae al agua. Nanahara consigue rescatarlo. También cogieron saltamontes y los metieron en una caja después se sienten culpables cuando los saltamontes mueren. También intentaron llamar la atención de Eddie, el perro del orfanato. Una vez, los dos hicieron una travesura y se ocultaron en el ático del colegio. 
En la película Shuya lo describe como un gran apoyo tras llegar al orfanato a causa del suicidio de su padre; también explica que fue quien le enseñó a tocar la guitarra, por otro lado, en los recuerdos de Kitano y Noriko se ve como un alumno problemático y antisocial hacia los adultos; según el profesor, tras llamar la atención al muchacho de forma severa por su comportamiento, este se dedicaría a boicotear las clases y provocar terrorismo escolar, el cual acabaría cuando apuñalara a Kitano en el muslo, su profesor de 7.º grado, siendo esta la razón que condenaría al profesor a cojear de forma crónica y a él le significaría su expulsión, poco después Kitano renuncia. Aun así Kuninobu se presenta a la gira de fin de año con sus excompañeros lo que acaba integrándolo al juego, donde su exprofesor lo asesina para hacer un ejemplo para el resto. Uno de los recuerdos de Shuya muestra que Yoshitoki le comenta que decidió ir al viaje porque Noriko le envió una nota pidiendo que los acompañara.
El "Yoshi" de su nombre significa "alegría", lo mismo pasa con el nombre de Keiko Onuki ("Kei" significa también "alegría"). El "Toki" significa un "momento, tiempo, edad o era". En su apellido también encontramos significados. El "Kuni" significa "nación" y "Nobu" significa "confianza".

## Destino
Kuninobu nunca realmente participó en el juego, porque él muere durante la introducción de cómo participar en Battle Royale, junto con Fumiyo Fujiyoshi, por haber incumplido una de las normas.
- En la novela. Kinpatsu Sakamochi, el "profesor" encargado de supervisar el juego, les comunica a Nanahara y a Kuninobu que violó a la hermana Ryoko, directora del orfanato donde viven, como castigo debido a que protestó porque fueron seleccionados para el Battle Royale. Kuninobu se enfurece porque para él la hermana Ryoko es como su madre; insultando e intentando  atacar a Sakamochi, pero excusándose en que según el gobierno está incumpliendo la ley, tres soldados le disparan. Pese a los disparos, Kuninobu sigue con vida, Nanahara y Noriko Nakagawa le suplican a Sakamochi que lo ayude, entonces los tres soldados vuelven a disparar a Kuninobu, matándolo.

- En la película. Después que Noriko Nakagawa recibe en el brazo una bala perdida, Yoshitoki se enfurece e intenta golpear a Kitano (el profesor de la versión cinematográfica), pero este lo reduce sin esfuerzo y lo apuñala en el muslo con el cuchillo con que mató a Fumiyo Fujiyoshi y el teniente Anjo le da un puñetazo en la cara. Después tiene una pelea con Kyoichi Motobuchi cuando éste le llama la atención por no dejarlo oír las instrucciones del vídeo. Cansado de escucharle, Kitano detona el collar de Kuninobu y este muere.

- En el manga. Yonemi Kamon (el profesor en la versión del manga) le dispara a Kuninobu por la misma razón que en la novela. Kamon revela que violó a la hermana Ryoko y Kuninobu intenta atacarle por lo que Kamon le dispara en la cara, destrozando su quijada y luego en la cabeza, siendo este último disparo mortal.[5][6]

En la edición especial en DVD de la película, Nanahara "sueña despierto" mientras va hacia el escondite de Shōgo Kawada para ver a Noriko Nakagawa. En el sueño, Nanahara está en el gimnasio del instituto y alguien le tira un balón desde las gradas. Nanahara lo coge y ve a Kuninobu, quien le encomienda que cuide y proteja de Nakagawa.